# Bidarakere, Jagalur
Bidarakere là một làng thuộc tehsil Jagalur, huyện Davanagere, bang Karnataka, Ấn Độ.